# 단피촌 (히로시마현)
단피촌(丹比村)은 히로시마현 다카타군에 있던 촌이다. 현재의 히로시마시 아사키타구의 일부에 해당한다.

## 역사
- 1889년 4월 1일 - 정촌제 시행에 의해 다카타군 단피촌이 단독으로 촌제를 시행해 발족하였다.
- 1953년 4월 1일 - 요시다정, 에노촌, 고노촌과 합병해 새로운 요시다정이 신설하여 폐지되었다.

## 참고문헌
- 角川日本地名大辞典 34 広島県
- 『市町村名変遷辞典』東京堂出版、1990年。